# Micronique Victor
Micronique Victor (Victor / Hector 2HR / 2HR +) је био кућни рачунар фирме Micronique који је почео да се производи у Француској од 1983. године.
Користио је Zilog Z80 A као микропроцесор. РАМ меморија рачунара је имала капацитет од 48 KB, 20 KB остављено за корисника када је Basic III у меморији. 

## Детаљни подаци
Детаљнији подаци о рачунару Victor су дати у табели испод.
|                       |                                                               |
| [ 1 ]                 |                                                               |
| Произвођач            |                                                               |
| Тип                   | кућни рачунар                                                 |
| Меморија              | 48 KB, 20 остављено за корисника када је Basic III у меморији |
| Поријекло             | Француска                                                     |
| Година                | 1983                                                          |
| Тастатура             | механичка тастатура, 53 тастера                               |
| Процесор              |                                                               |
| Фреквенција процесора | 5                                                             |
| RAM                   | 48 KB, 20 остављено за корисника када је Basic III у меморији |
| ROM                   | 4                                                             |
| Текст                 | 40 x 22                                                       |
| Графика               | 112 x 78 са 8 боја                                            |
| Боја                  | 16 (8 боја, 2 освјетљења)                                     |
| Звук                  | 1 глас, 4 октава                                              |
| Димензије             | 47 x 27 x 10                                                  |
| Портови               |                                                               |
| Оперативни систем     | [[]]                                                          |